# Nicholas Jarecki
Nicholas Jarecki (New York, 25 juni 1979) is een Amerikaans filmregisseur, scenarioschrijver en producent.

## Biografie
Nicholas Jarecki werd in 1979 geboren in New York als de zoon van Marjorie Heidsieck en Henry Jarecki. Zijn moeder is katholiek, zijn vader joods. Hij heeft drie (half)broers, waaronder de filmmakers Andrew en Eugene Jarecki. Zijn andere broer, Thomas Jarecki, is net als zijn ouders actief in de financiële sector.

## Carrière
Op zestienjarige leeftijd was hij als technisch raadgever betrokken bij de filmproductie Hackers (1995). Nadien studeerde hij af aan de New York-universiteit en ging hij aan de slag als videoclipregisseur.
Begin jaren 2000 interviewde hij verschillende bekende regisseurs over hun debuutfilm. Hij bundelde de verhalen tot een boek, getiteld Breaking In: How 20 Film Directors Got Their Start (2001). Uit het literair project volgde zijn eerste documentaire, The Outsider (2005). Voor de docu volgde hij filmmaker James Toback tijdens de opnames van diens film When Will I Be Loved (2004). 
In 2008 was hij als uitvoerend producent ook betrokken bij een documentaire van Toback over bokser Mike Tyson. Datzelfde jaar ging ook The Informers in première, een thriller die hij samen met Bret Easton Ellis geschreven had. 
In de daaropvolgende jaren werkte Jarecki aan zijn regiedebuut. Hij schreef en regisseerde de financiële thriller Arbitrage (2012). Hoofdrolspeler Richard Gere ontving voor zijn vertolking in de film een Golden Globe-nominatie.

## Filmografie
| Jaar | Titel               | Regisseur | Scenarist | Producent |
| ---- | ------------------- | --------- | --------- | --------- |
| 2005 | The Outsider (docu) |           |           |           |
| 2008 | Tyson (docu)        |           |           |           |
| 2008 | The Informers       |           |           |           |
| 2012 | Arbitrage           |           |           |           |
| 2021 | Crisis              |           |           |           |